# Никодименко, Владимир Кузьмич
Владимир Кузьмич Никодименко — советский хозяйственный и государственный деятель, лауреат Государственной премии СССР за выдающиеся достижения в труде.

## Биография
Родился в 1935 году. Член КПСС.
В 1951—1991 годах — ученик токаря, токарь Киевского радиозавода, военнослужащий Советской армии, токарь производственного объединения «Киевский радиозавод».
За высокую эффективность и качество работы на основе совершенствования техники и технологии производства был в составе коллектива удостоен Государственной премии СССР за выдающиеся достижения в труде 1980 года.
Делегат XXVI съезда КПСС.
Жил в Киеве.

## Награды
- Орден Ленина
- Орден Октябрьской Революции